# Lancer du poids masculin aux championnats du monde d'athlétisme 1993
Navigation
Tokyo 1991 Göteborg 1995
L'épreuve du lancer du poids masculin des championnats du monde de 1993 a lieu les 20 et 21 août 1993 dans le Gottlieb-Daimler Stadion à Stuttgart. Elle est remportée par le Suisse Werner Günthör.

## Résultats

### Finale
| Rang               | Athlète            | Pays        | Essais | Essais | Essais | Essais | Essais | Essais | Marque  | Notes |
| Rang               | Athlète            | Pays        | 1      | 2      | 3      | 4      | 5      | 6      | Marque  | Notes |
| ------------------ | ------------------ | ----------- | ------ | ------ | ------ | ------ | ------ | ------ | ------- | ----- |
| Médaille d'or      | Werner Günthör     | Suisse      |        |        |        |        |        |        | 21,97 m |       |
| Médaille d'argent  | Randy Barnes       | États-Unis  |        |        |        |        |        |        | 21,80 m |       |
| Médaille de bronze | Oleksandr Bahach   | Ukraine     |        |        |        |        |        |        | 20,40 m |       |
| 4                  | Yevgeniy Palchikov | Russie      |        |        |        |        |        |        | 20,05 m |       |
| 5                  | Dragan Perić       | Yougoslavie |        |        |        |        |        |        | 19,95 m |       |
| 6                  | Gert Weil          | Chili       |        |        |        |        |        |        | 19,95 m |       |
| 7                  | Oliver-Sven Buder  | Allemagne   |        |        |        |        |        |        | 19,74 m |       |
| 8                  | Jonny Reinhardt    | Allemagne   |        |        |        |        |        |        | 19,53 m |       |
| 9                  | Kevin Toth         | États-Unis  |        |        |        |        |        |        | 19,52 m |       |
| 10                 | Kent Larsson       | Suède       |        |        |        |        |        |        | 19,12 m |       |
| 11                 | Manuel Martínez    | Espagne     |        |        |        |        |        |        | 19,03 m |       |
| —                  | Mike Stulce        | États-Unis  |        |        |        |        |        |        | DQ      |       |

## Légende
Records et Performances
- AR : Record continental (area record)
- CR : Record des championnats (championship record)
- MR : Record du meeting (meet record)
- NR : Record national (national record)
- OR : Record olympique (olympic record)
- PR : Record paralympique (paralympic record)
- PB : Record personnel (personal best)
- SB : Meilleure performance personnelle de la saison (season's best)
- WL : Meilleure performance mondiale de l'année (world leader)
- WJR : Record du monde junior (world junior record)
- WR : Record du monde (world record)

Circonstances et Conditions
- DNF : N'a pas terminé (did not finish)
- DNS : N'a pas pris le départ (did not start)
- DQ : Disqualification (disqualification)
- NM : Aucun essai valable enregistré (No Mark)
- Q : Qualifié « directement » au prochain tour (ou à la prochaine compétition), lors d'une compétition majeure, grâce au classement ou à la réalisation des minima (automatic qualifier)
- q : Qualifié au prochain tour (ou à la prochaine compétition), lors d'une compétition majeure, grâce au repêchage ou à la réalisation de l'une des meilleures performances parmi celles des « non qualifiés directement » (grâce au meilleur temps ou à la meilleure distance par exemple) (secondary qualifier)